# Катастрофа Boeing 737 под Мокпхо
Катастрофа Boeing 737 под Мокпхо —  крупная авиационная катастрофа, произошедшая в понедельник 26 июля 1993 года. Авиалайнер Boeing 737-5L9 авиакомпании Asiana Airlines выполнял внутренний рейс OZ733 по маршруту Сеул—Мокпхо, но при заходе на посадку врезался в склон горы Унгео в 7,5 километрах от аэропорта Мокпхо и полностью разрушился. Из находившихся на его борту 116 человек (110 пассажиров и 6 членов экипажа) выжили 48.
Катастрофа рейса 733 стала крупнейшей в истории Республики Кореи (на 2019 год — вторая, после катастрофы Boeing 767 в Пусане в 2002 году). Также эта авиакатастрофа стала первой в истории самолёта Boeing 737-500 и крупнейшей по количеству погибших (до катастрофы в Перми, 88 погибших).

## Самолёт
Boeing 737-5L9 (регистрационный номер HL7229, заводской 24805, серийный 1878) был выпущен в 1990 году (первый полёт совершил 14 июня). 26 июня того же года был передан авиакомпании Maersk Air (борт OY-MAB). 27 ноября 1992 года был куплен авиакомпанией Asiana Airlines и получил бортовой номер HL7229. Оснащён двумя турбовентиляторными двигателями CFM International CFM56-3B1. На день катастрофы совершил 5707 циклов «взлёт-посадка» и налетал 7301 час.

## Экипаж и пассажиры
Состав экипажа рейса OZ733 был таким:
- Командир воздушного судна (КВС) — Хван Инки (англ. Hwang In-ki, кор. 황인기).
- Второй пилот — Пак Тэхван (англ. Park Tae-hwan, кор. 박태환)[4].

В салоне самолёта работали четыре стюардессы.
| Гражданство      | Пассажиры | Экипаж | Всего |
| ---------------- | --------- | ------ | ----- |
| Республика Корея | 105       | 6      | 111   |
| Япония           | 3         | 0      | 3     |
| США              | 2         | 0      | 2     |
| Всего            | 110       | 6      | 116   |

Всего на борту самолёта находились 116 человек — 110 пассажиров и 6 членов экипажа.

## Хронология событий
26 июля 1993 г. самолёт вылетел из международного аэропорта Кимпхо, Сеул, он направлялся в аэропорт Мокпхо, по расписанию в 15:15.  В то время в районе Мокпхо шёл дождь и дул сильный ветер. Самолёт совершил первую попытку посадки в 15:24, которая не удалась, после чего последовала вторая попытка посадки в 15:28, которая также не удалась.  В 15:38 после двух неудачных попыток посадки самолёт совершил третью неудачную попытку.  Затем двухмоторный самолёт исчез с радаров в 15:41.  В 15:48 самолет врезался в гору, Унгео. В 15:50 были обнаружены обломки возле Масанри, округ Хвасун, округ Хенам, провинция Южная Чолла, примерно в 10 километрах к юго-западу от аэропорта Мокпхо.  Эта новость была сообщена двумя выжившими пассажирами, которые выбрались из-под обломков и побежали в глубь деревни Хуавон-мион под горой.  Пассажиры сообщили, что самолёт начал отклоняться от курса.

## Причина
Asiana Airlines объявила, что после аварии самолет был задержан из-за трех попыток приземления и, похоже, разбился. На взлетно-посадочных полосах не была установлена ILS. Аэропорт Мокпхо был оборудован только VOR/DME , в результате чего пилоты в некоторых случаях предпринимали чрезмерные попытки приземления, что стало одной из причин аварии.  Прокуратура, расследовавшая происшествие, объявила, что самолет исчез с обычного маршрута полета, и пилоты, вероятно, совершили непреднамеренную посадку по недоразумению. Оба пилота погибли в результате крушения. Чунг Чжон Хван, генеральный директор Министерства транспорта, заявил, что причиной крушения стали действия капитана Хвана. Расследование показало, что причиной крушения стала ошибка пилота, когда самолет начал снижение, еще пролетая над горной вершиной.  Были обнаружены бортовые самописцы, и они зафиксировали, что после третьей попытки экипаж сообщил диспетчерской вышке, что самолет отклоняется от курса. Согласно бортовому диктофону (CVR), капитан Хван вел самолет ниже минимальной безопасной высоты (1600 футов (490 м)), как он сказал, «хорошо, восемьсот [футов]» за несколько секунд до удара.

## Последствия
Вопреки традиции отказываться после катастрофы от номера разбившегося рейса в знак уважения к погибшим на нём рейс OZ733 в авиакомпании Asiana Airlines существует и поныне, но по нему летает Airbus A330-300.